# Rondeletia jamaicensis
Rondeletia jamaicensis är en måreväxtart som beskrevs av George Richardson Proctor. Rondeletia jamaicensis ingår i släktet Rondeletia och familjen måreväxter. Inga underarter finns listade i Catalogue of Life.